# Đảng Dân chủ Mới (Thái Lan)
Đảng Dân chủ Mới (tiếng Thái: พรรคประชาธิปไตยใหม่, Chuyển tự Hoàng gia: Phak Prachahipataimai) là một đảng chính trị ở Thái Lan được thành lập vào ngày 21 tháng 4 năm 2011. Trong cuộc tổng tuyển cử Thái Lan năm 2019 và 2023, Đảng Dân chủ Mới đã giành được được 1 ghế theo tỉ lệ bầu cho danh sách đảng.